# الملاح (فاس)

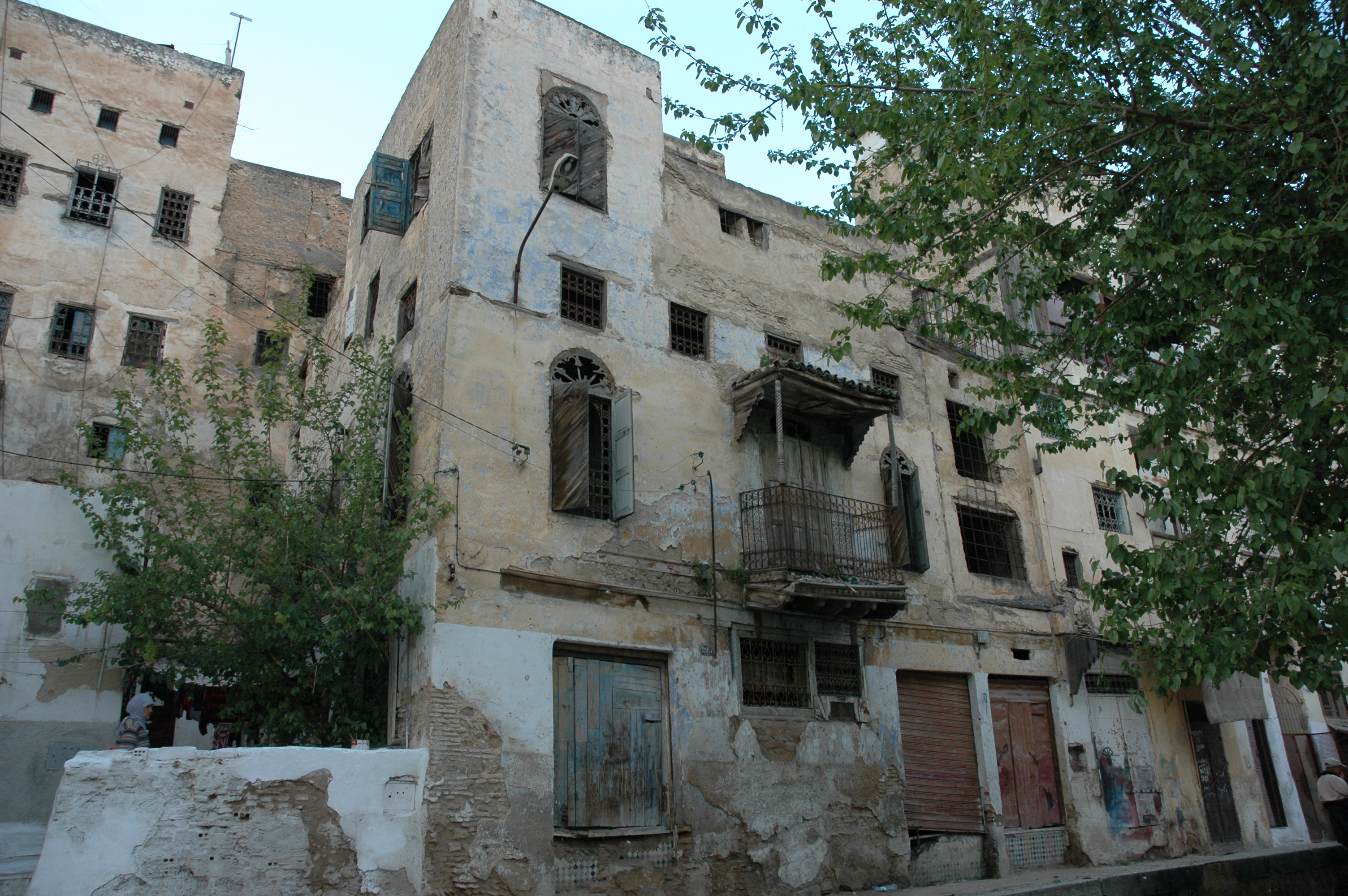
الحي اليهودي (سابقا) في فاس

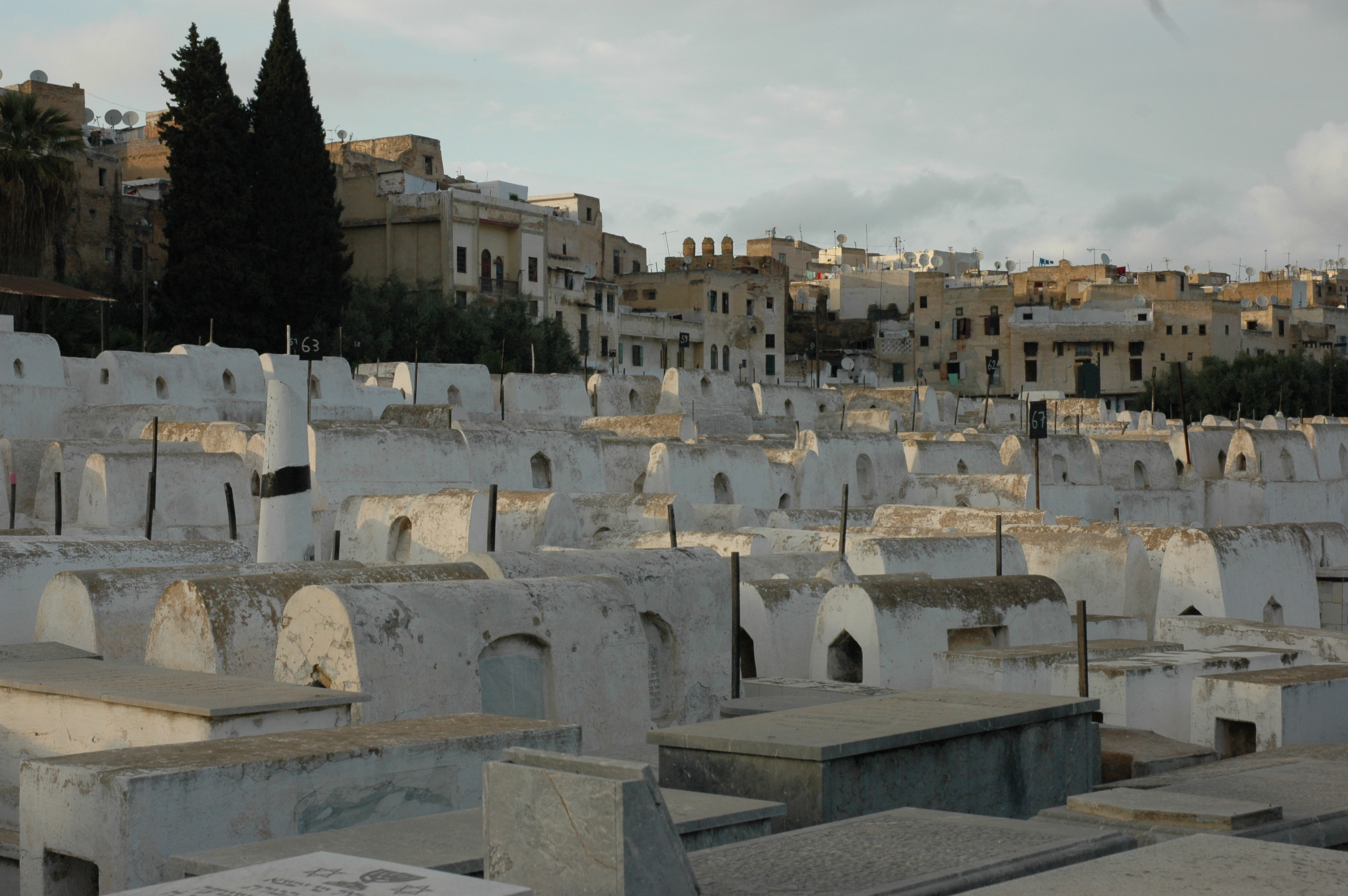
المقبرة اليهودية في فاس قرب حي الملاح.

الملاح هو أحد الأحياء التاريخية لمدينة فاس في المغرب. كان الحي مُخصص للأعيان اليهود في القرن الثالث عشر ميلادي. يعود تاريخ بناء أول ملاح بالمغرب إلى بداية القرن 13 الميلادي، مع وصول المرينيين إلى الحكم، وبناء عاصمتهم في فاس الجديد قرب فاس القديم.

## الخلفية التاريخية
في بداية القرن الثالث عشر تم تقسيم فاس الجديد إلى 3 أحياء حول القصر الملكي، حي مسلم يضم قصور أمراء بني مرين، وحي خاص للعائلات المهاجرة من الأندلس، وحي للنخبة اليهودية وقد أطلق عليه اسم الملاح لكون الموقع الذي بني فيه كان سوقا للملح.

## المقبرة
في الجانب الغربي لحي الملاح توجد المقبرة اليهودية التي لا زالت موجودة وتتميز بمقابرها شبه الأسطوانية، وتعكس تاريخ ازدهار يهود المغرب.
ما أن تعبر عتبة بابها الحديدي، والذي كتبت عليه بثلاث لغات، منها العبرية، عبارة “المقبرة الإسرائيلية لمدينة فاس”، حتى تجد نفسك وسط مقبرة مكتظة بحوالي 13 ألف قبر لمغاربة يهود ممن عاشوا بمدينة فاس، وهم يرقدون في سلام تحت الظلال الوارفة لغابة من الأشجار المتنوعة.
- واشنطن، الحرة - (15 يناير 2023). ""إذا مت بفرنسا".. قصة مقبرة يهودية في "ملاح" فاس المغربية". الحرة. مؤرشف من الأصل في 2023-01-28. اطلع عليه بتاريخ 2024-01-10.

## كنيس ابن دنان
كنيس ابن دنان .. صرح ديني يحكي تاريخ وثقافة يهود الملاح بفاس
في زقاق غير مكتظ متفرع عن شارع المرينيين بحي الملاح بمدينة فاس، يقع واحد من أقدم المعابد اليهودية بالمغرب وشمال إفريقيا، إنه كنيس ابن دنان، أو بيعة ابن دنان، كنيس يعود تاريخ بنائه إلى القرن الـ17 الميلادي.
خضع الكنيس لعملية إصلاح وترميم واسعة قبل إعادة افتتاحه رسميا سنة 1999 كمتحف في وجه العموم، وإعلانه من قبل وزارة الثقافة المغربية سنة 2002 معلمة تاريخية.
معلمة دينية عبرية شاهدة على تاريخ اليهود وثقافتهم بمدينة فاس، وتحفة معمارية يزين أرضيتها الزليج الساطع المصفوف بشكل متعرج، ذو اللونين الأخضر والأبيض، كما تؤثثها مصابيح الزيت والمقاعد الخشبية التي تعلوها الأعلام المطرزة المبسوطة على الجدران المزينة بالبلاط المزخرف، والصور الموثقة لتاريخ يهود مغاربة من مناطق شتى.
- فاس، رشيد الكويرتي من (24 ديسمبر 2020). "كنيس ابن دنان .. صرح ديني يحكي تاريخ وثقافة يهود الملاح بفاس". Hespress - هسبريس جريدة إلكترونية مغربية. مؤرشف من الأصل في 2021-01-26. اطلع عليه بتاريخ 2024-01-10.